# بلا منازع 2: آخر الرجال الصامدين
بلا منازع 2: آخر الرجال الصامدين (بالإنجليزية: Undisputed 2: Last Man Standing) هو فيلم أكشن وفنون قتالية تم إنتاجه في الولايات المتحدة وصدر سنة 2006، من بطولة مايكل جاي وايت وسكوت آدكنز، وهو الجزء الثاني في سلسلة بلا منازع.

## القصة
تتمة لفيلم 2002، هذه المرة يتم إرسال بطل الملاكمة في الوزن الثقيل (جورج) إلى سجن روسي بتهمة المخدرات.

## الميزانية والإيرادات
كلّف الفيلم ميزانية ثمانية ملايين دولار أمريكي وحقّق أرباحًا تقدر بـ 11 مليون دولار أمريكي.

## روابط خارجية
- بلا منازع 2: آخر الرجال الصامدين على موقع IMDb (الإنجليزية)
- بلا منازع 2: آخر الرجال الصامدين على موقع روتن توميتوز (الإنجليزية)
- بلا منازع 2: آخر الرجال الصامدين على موقع نتفليكس (الإنجليزية)
- بلا منازع 2: آخر الرجال الصامدين على موقع قاعدة بيانات الأفلام العربية
- بلا منازع 2: آخر الرجال الصامدين على موقع ألو سيني (الفرنسية)
- بلا منازع 2: آخر الرجال الصامدين على موقع Turner Classic Movies (الإنجليزية)
- بلا منازع 2: آخر الرجال الصامدين على موقع أول موفي (الإنجليزية)
- بلا منازع 2: آخر الرجال الصامدين على موقع فيلمافينيتي (الإسبانية)
- بلا منازع 2: آخر الرجال الصامدين على موقع قاعدة بيانات الأفلام السويدية (السويدية)
- بلا منازع 2: آخر الرجال الصامدين على موقع قاعدة بيانات الفيلم (الإنجليزية)